# Liste des subdivisions administratives du Zhejiang

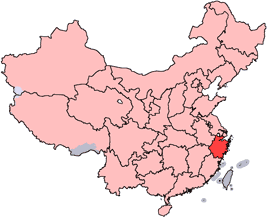
Le Zhejiang

La structure administrative du Zhejiang, province de la république populaire de Chine, est constituée des trois niveaux suivants :
- 11 subdivisions de niveau préfecture
  - ce sont toutes des villes-préfectures
- 90 subdivisions de niveau district
  - 22 villes-districts
  - 35 xian
  - 1 xian autonome
  - 32 districts
- 1598 subdivisions de niveau canton
  - 783 bourgs
  - 526 cantons
  - 14 cantons ethniques
  - 275 sous-districts

La table ci-dessous donne uniquement la liste des divisions de niveau préfecture et de niveau district.
| Niveau préfecture                     | Niveau district               | Niveau district     | Niveau district          |
| Niveau préfecture                     | Nom                           | Chinois (simplifié) | Pinyin                   |
| ------------------------------------- | ----------------------------- | ------------------- | ------------------------ |
| Ville de Hangzhou 杭州市 Hángzhōu Shì | District de Gongshu           | 拱墅区              | Gǒngshù Qū               |
| Ville de Hangzhou 杭州市 Hángzhōu Shì | District de Shangcheng        | 上城区              | Shàngchéng Qū            |
| Ville de Hangzhou 杭州市 Hángzhōu Shì | District de Xiacheng          | 下城区              | Xiàchéng Qū              |
| Ville de Hangzhou 杭州市 Hángzhōu Shì | District de Jianggan          | 江干区              | Jiānggān Qū              |
| Ville de Hangzhou 杭州市 Hángzhōu Shì | District de Xihu              | 西湖区              | Xīhú Qū                  |
| Ville de Hangzhou 杭州市 Hángzhōu Shì | District de Binjiang          | 滨江区              | Bīnjiāng Qū              |
| Ville de Hangzhou 杭州市 Hángzhōu Shì | District de Yuhang            | 余杭区              | Yúháng Qū                |
| Ville de Hangzhou 杭州市 Hángzhōu Shì | District de Xiaoshan          | 萧山区              | Xiāoshān Qū              |
| Ville de Hangzhou 杭州市 Hángzhōu Shì | Ville de Lin'an               | 临安市              | Lín'ān Shì               |
| Ville de Hangzhou 杭州市 Hángzhōu Shì | Ville de Fuyang               | 富阳市              | Fùyáng Shì               |
| Ville de Hangzhou 杭州市 Hángzhōu Shì | Ville de Jiande               | 建德市              | Jiàndé Shì               |
| Ville de Hangzhou 杭州市 Hángzhōu Shì | Xian de Tonglu                | 桐庐县              | Tónglú Xiàn              |
| Ville de Hangzhou 杭州市 Hángzhōu Shì | Xian de Chun'an               | 淳安县              | Chún'ān Xiàn             |
| Ville de Huzhou 湖州市 Húzhōu Shì     | District de Wuxing            | 吴兴区              | Wúxīng Qū                |
| Ville de Huzhou 湖州市 Húzhōu Shì     | District de Nanxun            | 南浔区              | Nánxún Qū                |
| Ville de Huzhou 湖州市 Húzhōu Shì     | Xian de Changxing             | 长兴县              | Chángxīng Xiàn           |
| Ville de Huzhou 湖州市 Húzhōu Shì     | Xian de Deqing                | 德清县              | Déqīng Xiàn              |
| Ville de Huzhou 湖州市 Húzhōu Shì     | Xian d'Anji                   | 安吉县              | Ānjí Xiàn                |
| Ville de Jiaxing 嘉兴市 Jiāxīng Shì   | District de Nanhu             | 南湖区              | Nánhú Qū                 |
| Ville de Jiaxing 嘉兴市 Jiāxīng Shì   | District de Xiuzhou           | 秀洲区              | Xiùzhōu Qū               |
| Ville de Jiaxing 嘉兴市 Jiāxīng Shì   | Ville de Pinghu               | 平湖市              | Pínghú Shì               |
| Ville de Jiaxing 嘉兴市 Jiāxīng Shì   | Ville de Haining              | 海宁市              | Hǎiníng Shì              |
| Ville de Jiaxing 嘉兴市 Jiāxīng Shì   | Ville de Tongxiang            | 桐乡市              | Tóngxiāng Shì            |
| Ville de Jiaxing 嘉兴市 Jiāxīng Shì   | Xian de Jiashan               | 嘉善县              | Jiāshàn Xiàn             |
| Ville de Jiaxing 嘉兴市 Jiāxīng Shì   | Xian de Haiyan                | 海盐县              | Hǎiyán Xiàn              |
| Ville de Zhoushan 舟山市 Zhōushān Shì | District de Dinghai           | 定海区              | Dìnghǎi Qū               |
| Ville de Zhoushan 舟山市 Zhōushān Shì | District de Putuo             | 普陀区              | Pǔtuó Qū                 |
| Ville de Zhoushan 舟山市 Zhōushān Shì | Xian de Daishan               | 岱山县              | Dàishān Xiàn             |
| Ville de Zhoushan 舟山市 Zhōushān Shì | Xian de Shengsi               | 嵊泗县              | Shèngsì Xiàn             |
| Ville de Ningbo 宁波市 Níngbō Shì     | District de Haishu            | 海曙区              | Hǎishǔ Qū                |
| Ville de Ningbo 宁波市 Níngbō Shì     | District de Jiangdong         | 江东区              | Jiāngdōng Qū             |
| Ville de Ningbo 宁波市 Níngbō Shì     | District de Jiangbei          | 江北区              | Jiāngběi Qū              |
| Ville de Ningbo 宁波市 Níngbō Shì     | District de Beilun            | 北仑区              | Běilún Qū                |
| Ville de Ningbo 宁波市 Níngbō Shì     | District de Zhenhai           | 镇海区              | Zhènhǎi Qū               |
| Ville de Ningbo 宁波市 Níngbō Shì     | District de Yinzhou           | 鄞州区              | Yínzhōu Qū               |
| Ville de Ningbo 宁波市 Níngbō Shì     | Ville de Cixi                 | 慈溪市              | Cíxī Shì                 |
| Ville de Ningbo 宁波市 Níngbō Shì     | Ville de Yuyao                | 余姚市              | Yúyáo Shì                |
| Ville de Ningbo 宁波市 Níngbō Shì     | District de Fenghua           | 奉化市              | Fènghuà Qū               |
| Ville de Ningbo 宁波市 Níngbō Shì     | Xian de Ninghai               | 宁海县              | Nínghǎi Xiàn             |
| Ville de Ningbo 宁波市 Níngbō Shì     | Xian de Xiangshan             | 象山县              | Xiāngshān Xiàn           |
| Ville de Shaoxing 绍兴市 Shàoxīng Shì | District de Yuecheng          | 越城区              | Yuèchéng Qū              |
| Ville de Shaoxing 绍兴市 Shàoxīng Shì | Ville de Zhuji                | 诸暨市              | Zhūjì Shì                |
| Ville de Shaoxing 绍兴市 Shàoxīng Shì | Ville de Shangyu              | 上虞市              | Shàngyú Shì              |
| Ville de Shaoxing 绍兴市 Shàoxīng Shì | Ville de Shengzhou            | 嵊州市              | Shèngzhōu Shì            |
| Ville de Shaoxing 绍兴市 Shàoxīng Shì | Xian de Shaoxing              | 绍兴县              | Shàoxīng Xiàn            |
| Ville de Shaoxing 绍兴市 Shàoxīng Shì | Xian de Xinchang              | 新昌县              | Xīnchāng Xiàn            |
| Ville de Quzhou 衢州市 Qúzhōu Shì     | District de Kecheng           | 柯城区              | Kēchéng Qū               |
| Ville de Quzhou 衢州市 Qúzhōu Shì     | District de Qujiang           | 衢江区              | Qújiāng Qū               |
| Ville de Quzhou 衢州市 Qúzhōu Shì     | Ville de Jiangshan            | 江山市              | Jiāngshān Shì            |
| Ville de Quzhou 衢州市 Qúzhōu Shì     | Xian de Changshan             | 常山县              | Chángshān Xiàn           |
| Ville de Quzhou 衢州市 Qúzhōu Shì     | Xian de Kaihua                | 开化县              | Kāihuà Xiàn              |
| Ville de Quzhou 衢州市 Qúzhōu Shì     | Xian de Longyou               | 龙游县              | Lóngyóu Xiàn             |
| Ville de Jinhua 金华市 Jīnhuá Shì     | District de Wucheng           | 婺城区              | Wùchéng Qū               |
| Ville de Jinhua 金华市 Jīnhuá Shì     | District de Jindong           | 金东区              | Jīndōng Qū               |
| Ville de Jinhua 金华市 Jīnhuá Shì     | Ville de Lanxi                | 兰溪市              | Lánxī Shì                |
| Ville de Jinhua 金华市 Jīnhuá Shì     | Ville de Yongkang             | 永康市              | Yǒngkāng Shì             |
| Ville de Jinhua 金华市 Jīnhuá Shì     | Ville de Yiwu                 | 义乌市              | Yìwū Shì                 |
| Ville de Jinhua 金华市 Jīnhuá Shì     | Ville de Dongyang             | 东阳市              | Dōngyáng Shì             |
| Ville de Jinhua 金华市 Jīnhuá Shì     | Xian de Wuyi                  | 武义县              | Wǔyì Xiàn                |
| Ville de Jinhua 金华市 Jīnhuá Shì     | Xian de Pujiang               | 浦江县              | Pǔjiāng Xiàn             |
| Ville de Jinhua 金华市 Jīnhuá Shì     | Xian de Pan'an                | 磐安县              | Pán'ān Xiàn              |
| Ville de Taizhou 台州市 Tāizhōu Shì   | District de Jiaojiang         | 椒江区              | Jiāojiāng Qū             |
| Ville de Taizhou 台州市 Tāizhōu Shì   | District de Huangyan          | 黄岩区              | Huángyán Qū              |
| Ville de Taizhou 台州市 Tāizhōu Shì   | District de Luqiao            | 路桥区              | Lùqiáo Qū                |
| Ville de Taizhou 台州市 Tāizhōu Shì   | Ville de Linhai               | 临海市              | Línhǎi Shì               |
| Ville de Taizhou 台州市 Tāizhōu Shì   | Ville de Wenling              | 温岭市              | Wēnlǐng Shì              |
| Ville de Taizhou 台州市 Tāizhōu Shì   | Xian de Sanmen                | 三门县              | Sānmén Xiàn              |
| Ville de Taizhou 台州市 Tāizhōu Shì   | Xian de Tiantai               | 天台县              | Tiāntāi Xiàn             |
| Ville de Taizhou 台州市 Tāizhōu Shì   | Xian de Xianju                | 仙居县              | Xiānjū Xiàn              |
| Ville de Taizhou 台州市 Tāizhōu Shì   | Xian de Yuhuan                | 玉环县              | Yùhuán Xiàn              |
| Ville de Wenzhou 温州市 Wēnzhōu Shì   | District de Lucheng           | 鹿城区              | Lùchéng Qū               |
| Ville de Wenzhou 温州市 Wēnzhōu Shì   | District de Longwan           | 龙湾区              | Lóngwān Qū               |
| Ville de Wenzhou 温州市 Wēnzhōu Shì   | District d'Ouhai              | 瓯海区              | Ōuhǎi Qū                 |
| Ville de Wenzhou 温州市 Wēnzhōu Shì   | Ville de Rui'an               | 瑞安市              | Ruì'ān Shì               |
| Ville de Wenzhou 温州市 Wēnzhōu Shì   | Ville de Yueqing              | 乐清市              | Yuèqīng Shì              |
| Ville de Wenzhou 温州市 Wēnzhōu Shì   | Xian de Yongjia               | 永嘉县              | Yǒngjiā Xiàn             |
| Ville de Wenzhou 温州市 Wēnzhōu Shì   | Xian de Wencheng              | 文成县              | Wénchéng Xiàn            |
| Ville de Wenzhou 温州市 Wēnzhōu Shì   | Xian de Pingyang              | 平阳县              | Píngyáng Xiàn            |
| Ville de Wenzhou 温州市 Wēnzhōu Shì   | Xian de Taishun               | 泰顺县              | Tàishùn Xiàn             |
| Ville de Wenzhou 温州市 Wēnzhōu Shì   | Xian de Dongtou               | 洞头县              | Dòngtóu Xiàn             |
| Ville de Wenzhou 温州市 Wēnzhōu Shì   | Xian de Cangnan               | 苍南县              | Cāngnán Xiàn             |
| Ville de Lishui 丽水市 Líshuǐ Shì     | District de Liandu            | 莲都区              | Liándū Qū                |
| Ville de Lishui 丽水市 Líshuǐ Shì     | Ville de Longquan             | 龙泉市              | Lóngquán Shì             |
| Ville de Lishui 丽水市 Líshuǐ Shì     | Xian de Jinyun                | 缙云县              | Jìnyún Xiàn              |
| Ville de Lishui 丽水市 Líshuǐ Shì     | Xian de Qingtian              | 青田县              | Qīngtián Xiàn            |
| Ville de Lishui 丽水市 Líshuǐ Shì     | Xian de Yunhe                 | 云和县              | Yúnhé Xiàn               |
| Ville de Lishui 丽水市 Líshuǐ Shì     | Xian de Suichang              | 遂昌县              | Suíchāng Xiàn            |
| Ville de Lishui 丽水市 Líshuǐ Shì     | Xian de Songyang              | 松阳县              | Sōngyáng Xiàn            |
| Ville de Lishui 丽水市 Líshuǐ Shì     | Xian de Qingyuan              | 庆元县              | Qìngyuán Xiàn            |
| Ville de Lishui 丽水市 Líshuǐ Shì     | Xian autonome she de Jingning | 景宁畲族自治县      | Jǐngníng shēzú Zìzhìxiàn |